# Jacob Sonderling

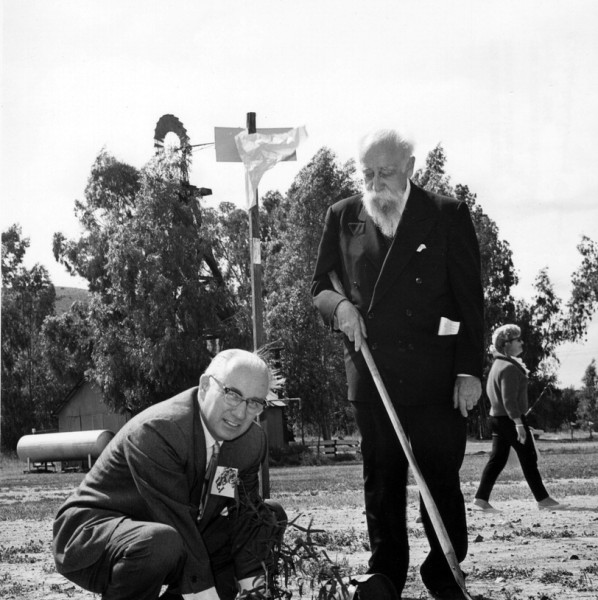
Jacob Sonderling (rechts) bei einer Baumpflanzzeremonie 1964 in Simi Valley

Jacob Sonderling (geboren am 19. Oktober 1878 im oberschlesischen Lipine; gestorben am 30. September 1964 in Los Angeles) war ein deutscher und US-amerikanischer Rabbiner, Feldrabbiner und Autor. Er stammte aus einer chassidischen Familie und unternahm den seltenen Versuch, Zionismus und Reformjudentum miteinander zu harmonisieren. Ein weiterer Schwerpunkt seines Wirkens war die Verbindung von Kunst, Musik und Religion.
Zum Abschluss seines Studiums promovierte Sonderling über die Logikvorlesungen Kants. Er war Prediger am Hamburger Tempel, war im Ersten Weltkrieg Hauptgeistlicher der 8. Armee und emigrierte 1923 in die USA. Er trat dort als zionistischer Redner auf und wurde als liberaler Rabbi in New York und Chicago tätig. In Los Angeles gründete er den so genannten Fairfax Temple und verhalf, als väterliches Mitglied der deutschsprachigen Migrantenszene, Komponisten zu Aufträgen für Musikstücke, zu denen er teilweise auch die Texte schrieb.

## Familie, Studium und Promotion
Sonderlings Vater stammte aus einer Familie galizischer Chassiden, die Familie der Mutter hatte Moshe Teitelbaum (1759–1841), genannt Yismach Mosheh, den Begründer des ungarischen Chassidismus, hervorgebracht. Sonderling war seit 1897 Zionist und engagierte sich recht bald in Theodor Herzls Sinne, der ihn „my fighting rabbi“ nannte. Jacob besuchte in Wien, Breslau (bei seinem Lehrer Markus Brann) und Berlin die jüdischen Seminare und in Wien und Breslau auch die Universitäten, an denen er Philosophie, Kunst, Geschichte und Ästhetik studierte.
1904 heiratete er Emma Klemann. Aus der Ehe gingen drei Kinder hervor: Egmont, Fred und Paul.
Sonderling wurde 1904 an der Universität Tübingen bei Heinrich Maier promoviert. Die Dissertation (1903) ist eine Vergleichsarbeit zur Logik aus der Schule Christian Wolffs: Kant benutzte in seinen Logikvorlesungen das Logikbuch Auszug aus der Vernunftlehre von Meier. Der Kantschüler Jäsche hatte später die Logikvorlesungen Kants als Handbuch herausgegeben. Sonderling vergleicht die beiden Bücher und nutzt das Schlagwort von Kants „Doppelleben“: Die fremde Schriften nutzende Lehrtätigkeit Kants unterscheidet sich wesentlich von seinen eigenen Schriften.

## Hamburger Tempel und Feldpredigt
Ab 1906 war Sonderling Lehrer und Rabbiner in Göttingen, dann ab 1908 am Hamburger Reformtempel. Sonderling war Mitglied der Loge B’nai B’rith und von 1910 bis 1912 Mitglied der Steinthal-Loge. Er gehörte 1912 zu den Erstunterzeichnern der Reformrichtlinien, dem Gründungsdokument des liberalen Judentums.
Der Tempel war als Geburtsstätte oder Wiege des Reformjudentums in Deutschland und USA bekannt geworden, aber er war selber in einer Krise. Die Mehrheit der Mitglieder des Tempelverbandes lebte nicht mehr innerhalb des (nach Aufhebung der Torsperre) freigegebenen Stadtwallrings, in dem der Tempel stand, sondern außerhalb in Alsternähe und am Grindel. Der Sabbatgottesdienst war deswegen sehr schlecht besucht. Es gab zudem eine Tendenz zu Austritten aus dem Tempelverband bewirkt durch christliche und atheistische Strömungen.
Begann der Gottesdienststil im Tempel 1818 mit sephardisch-musikalischen Elementen, so fand Sonderling 90 Jahre später eine deutsch-jüdische Tradition vor. Die Reform, die vom Hamburger Tempel ausging, hatte sich inzwischen in Amerika weiterentwickelt; in Hamburg hatte man dagegen viele Reformen wieder zurückgenommen. Der reiche amerikanische Banker Henry Budge, der nach dem Tod seines Vaters aus den USA wieder zurück nach Hamburg gezogen war, bot dem Tempelverband eine Million Mark für ein neues Tempelgebäude an. Die Bedingung war allerdings, dass Frauen und Männer wie in der New Yorker Reformgemeinde Emanu-El zusammen sitzen. Jacob Sonderling war schockiert und lehnte das Angebot strikt ab.
1914 nahm Sonderling in Zusammenarbeit mit dem Künstler Friedrich Adler an einem Wettbewerb der Kölner Werkbundausstellung in Köln teil. Sie schufen einen Sederteller aus Zinn und gewannen den ersten Preis. Der Teller wurde Sonderling ausgehändigt und befindet sich heute noch im Besitz der Familie Sonderling. Adler hatte schon 1911 für den Hamburger Tempel bauchige Torakronen hergestellt, die Formelemente des 19. Jahrhunderts mit dem Jugendstil verknüpften.
Von 1914 bis 1916 diente Sonderling im Ersten Weltkrieg als Feldrabbiner an der Ostfront. Er war ein stattlicher vollbärtiger Rabbiner, der 1914 zu Jom Kippur auf Armeebefehl Kaiser Wilhelms einen Feldgottesdienst abhielt. - Das Verhältnis zwischen jüdischgläubigen und nicht jüdischgläubigen Soldaten änderte sich während des Krieges. Zunächst war von der Einheit der Volksgemeinschaft nach der Schlacht bei Tannenberg im Geist von 1914 die Rede. Sonderling war Feldgeistlicher in Paul von Hindenburgs Armee, die 1914 im Osten erfolgreich war.
1916 wurde dagegen aus einer antijüdischen Stimmung heraus eine Judenzählung durchgeführt. Sonderling machte prägende Erfahrungen aus der Begegnung mit dem Judentum in Litauen: „Das Seminar machte mich zum Rabbi, die Universität zum Doktor und der Osten machte mich zum Juden.“ Es wird berichtet, Sonderling habe einen Schammes vor den deutschen Truppen gerettet, indem er ihn als Rabbi von der Pflicht befreit habe, auf seine Synagoge und die Prophetenschriftrolle aufzupassen.

## Klal Jisrael und Emigration

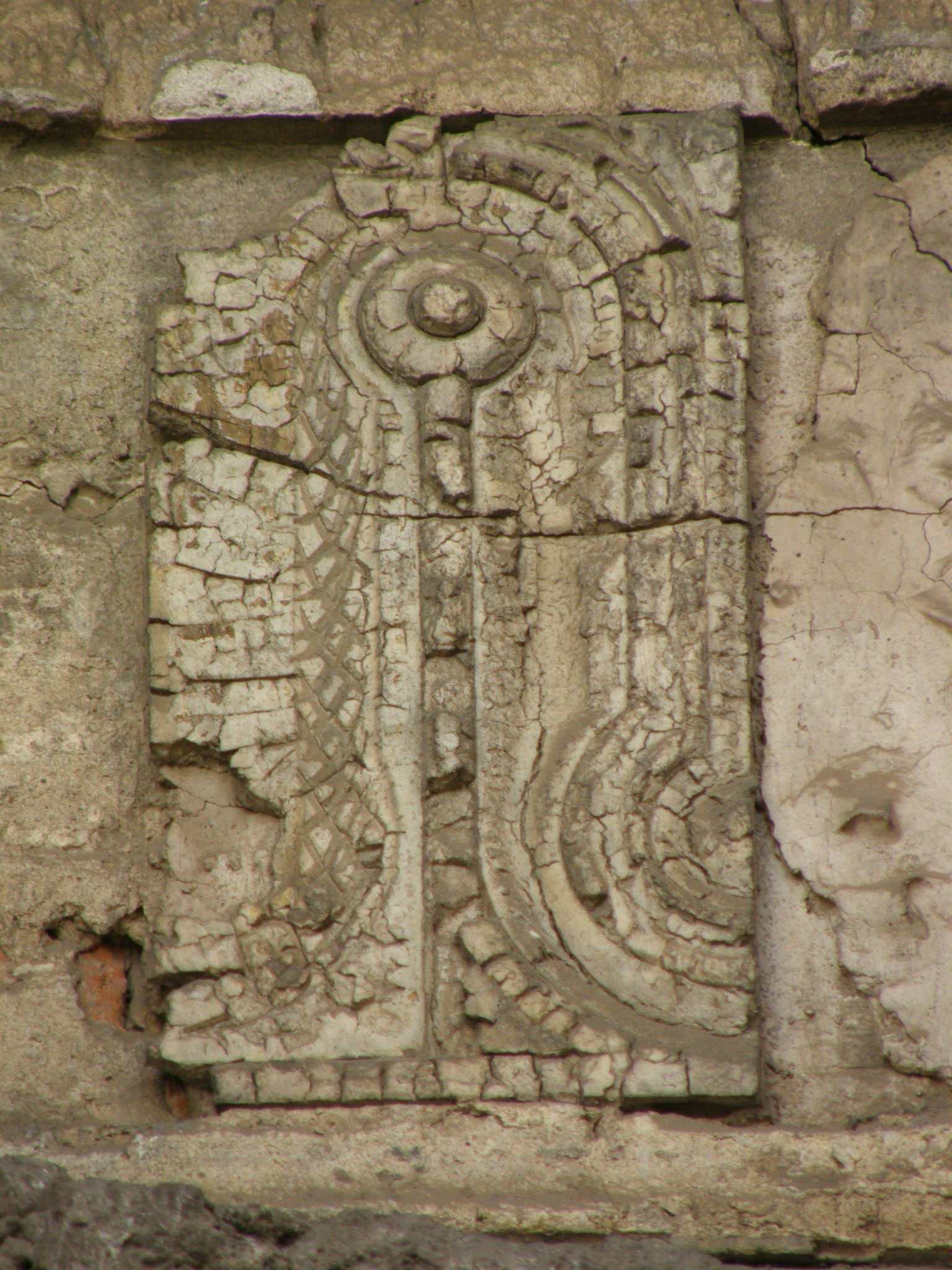
Kachelrelief. Detail aus der steinernen Inschrift der Apsis des Hamburger Tempels in der Poolstraße heute.

Sonderling hielt die Spaltungen, die das Aufsehen erregende Hamburger Gebetbuch im 19. Jahrhundert hervorgerufen hatte, für falsch und suchte mit dem Begriff Klal Jisrael (jüdisches Solidaritätsempfinden) die nationale Einheit aller Juden mit dem Liberalismus zu verbinden.
Bisher hatte man im Reformjudentum das Liberale in Gegnerschaft zum Orthodoxen betont. Gerade in der Hamburger Tempelbewegung war man an einer deutschen Akkulturation und einer Reform des israelitischen Kultus nach dem Vorbild des evangelischen Christentums interessiert gewesen. - Sonderling strebte dagegen an, das allgemein Jüdische und die Einheit der Juden mehr zu betonen. Er strebte die „Verträglichkeit des liberalen Gedankens mit nationalem Bewusstsein“ an, um die Lebensfähigkeit des Judentums zu erhalten, wohl wissend, dass die Reformbewegung „fast immer als Gegnerin des Nationalismus“ auftrat.
Diese Ansichten stießen erwartungsgemäß auf Widerstand. Zur Hundertjahrfeier des Tempels 1918 durfte Sonderling diese Gedanken nicht in der von David Leimdörfer herausgegebenen Festschrift abdrucken lassen, sondern veröffentlichte sie in den Neuen Jüdischen Monatsheften.
Mit seinem Amtsbruder David Leimdörfer hielt Sonderling monatlich abwechselnd religiös-wissenschaftliche Vorträge im Tempel ohne Ornat. Diese gut besuchten Veranstaltungen waren als Maßnahme gedacht, den atheistisch und christlich motivierten Austritten durch eine Bindung an den Tempel entgegenzuwirken. Zwar wurde dies vereinzelt vom orthodoxen Judentum als Sonntagsgottesdienst angeprangert, aber die Kritik war längst nicht mehr so emotional wie im frühen 19. Jahrhundert, denn die orthodoxen Rabbiner sahen in der Tempelgemeinde keinen starken Gegner mehr, und die Prediger wurden moderater. Der Nachfolger der beiden Prediger Schlomo Friedrich Rülf urteilte, Sonderling habe Leimdörfer mit seiner „glänzenden Rednergabe und seinem weltmännischen Auftreten in den Schatten gestellt“.
Jacob Sonderling predigte auch in der Neuen Dammtor-Synagoge. Es wurde berichtet, an den Festtagen sei diese sonst eher spärlich besuchte Synagoge voll gewesen, da viele Gläubige die ausgezeichneten Prediger Dr. Leimdörfer und Dr. Sonderling hätten hören wollen. Sonderling gefiel das undogmatische Vorgehen in der Dammtor-Synagoge, die einen Mittelweg zwischen Reformjudentum und orthodoxem Judentum suchte.
1922 verließ Sonderling auf einmal den Tempel und wanderte 1923 nach Amerika aus. Ein Grund für die Emigration in die USA war wohl eine Kündigung der Direktion des Tempels vermutlich aufgrund einer außerehelichen Affäre Sonderlings. Er sah in den USA mehr Möglichkeiten, seine Pläne zu verwirklichen.

## New York, Chicago und fünf Tore

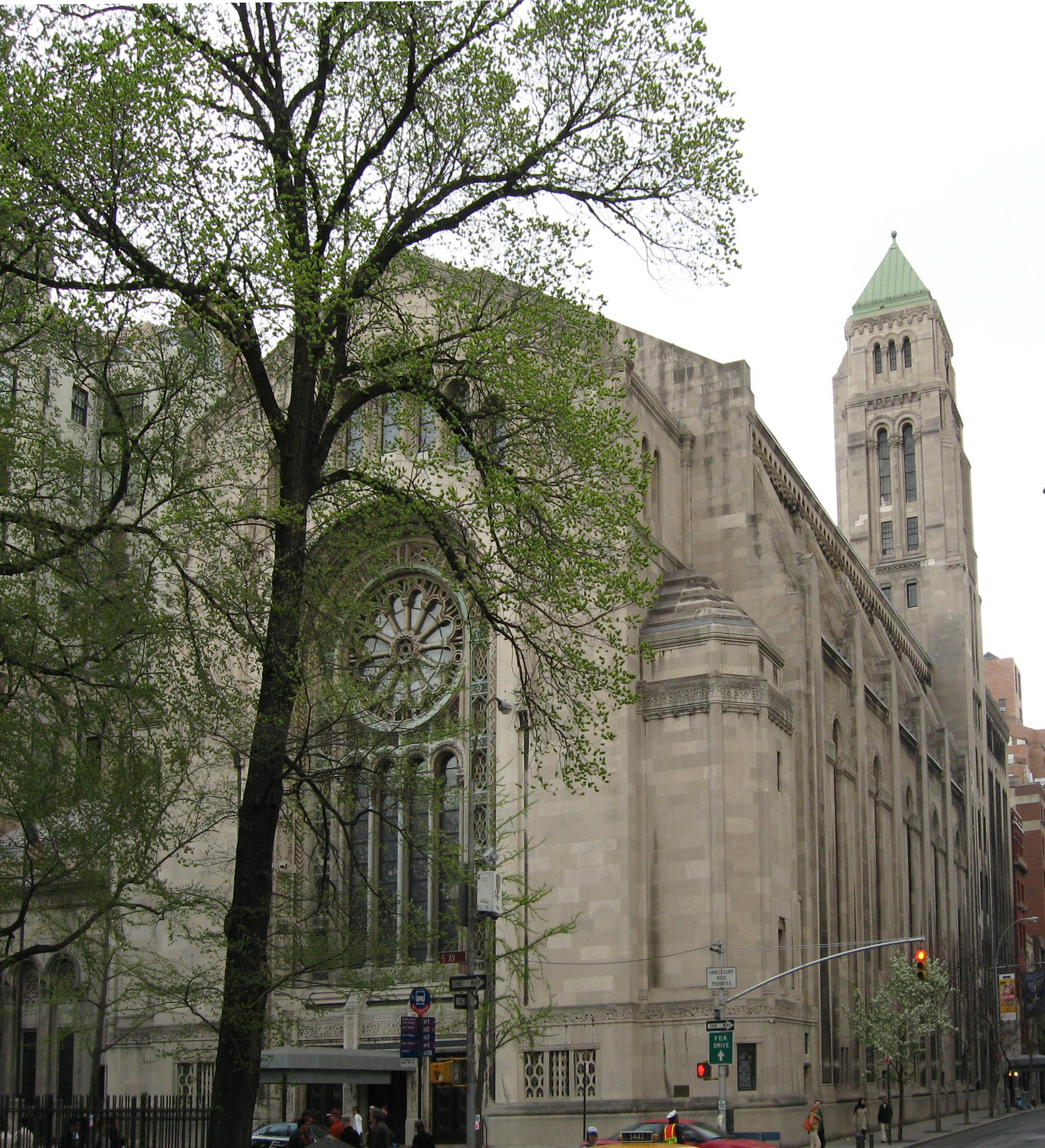
Reformtempel Emanu-El in New York, der Tempel nach Hamburger Vorbild, in dem Henry Budge Mitglied war.

Sonderling kam 1923 mit einem Auswandererschiff in New York an.
1924 wurde er nach einer Rede für die zionistische Bewegung gefragt, ob er Rabbiner an der Agudas Achim Synagoge in Chicago werden wolle. Die Gemeinde gehörte zum orthodoxen Judentum und Sonderling war bekennender Reformer. Trotzdem wurde man sich einig. Sonderling brachte Torarollen aus Ungarn mit, die er über viele Jahrzehnte aufbewahrt hatte.
Er wurde Rabbi in Manhattan Beach, New York, im Temple Israel of Washington Heights und Anfang der 1930er Jahre im Temple Beth-Israel in Providence Rhode Island.
Dann nahm sich Sonderling ein Jahr Auszeit, ein Sabbatical. Er besuchte viele Synagogen der verschiedenen Glaubensrichtungen und war auf der Suche nach der Wahrheit: er wollte wissen, was Religion eigentlich ist. Das Höre Israel war ihm zu eindimensional, dabei werde nur der Hörsinn, nur das Ohr angesprochen. Sonderling war schließlich überzeugt, dass Religion als die Liebe die Verbindung aller fünf Sinne sei und suchte dafür nach einem Beleg.
Er nahm – so eine autobiographische Anekdote – zufällig ein Buch aus dem Regal, um einen Beleg für seine Überzeugung zu finden. Schon wollte er enttäuscht das Buch wieder weglegen, da las er den Satz: Der Tempel in Jerusalem war umringt von einer Mauer und die Mauer hatte fünf Tore, entsprechend den fünf Sinnen.
Sonderling versuchte auf Tagungen eine Rationalitätskritik als Trend auszumachen und zu vertreten und setzte sich auch damit von den ersten liberaljüdischen Bestrebungen aus Deutschland (etwa Abraham Geiger in Berlin und Eduard Kley in Hamburg) ab.

## Fairfax Temple und die neue Melodie
Sonderling gestaltete für den Film Der Jazzsänger (1927) den Entwurf für eine dort benutzte Arche. 1935 gründete er die Society for Jewish Culture in Los Angeles, die Fairfax Temple genannt wurde. In dem Gemeinschaftsgebäude wurde der Film teilweise gedreht und dort ist noch heute ein Modell der Arche zu sehen.
Sonderling wurde Professor für Judentum (jewish thought) und Homiletik an der California School of the Hebrew Union College.
Er half in der deutschsprachigen Migrantenszene den vor den Nationalsozialisten geflohenen jüdischen Komponisten, indem er ihnen Aufträge für Musikstücke gab. So entstanden mehrere bedeutende Werke, zu denen Sonderling zum Teil auch die Texte schrieb:
Im Sommer 1934 befand sich der Musiker und Komponist Arnold Schönberg in einer Schaffenskrise. In dieser Situation bat ihn Sonderling um eine Neufassung des traditionellen jüdischen Gebets Kol Nidre. Schönberg vertonte das Gebet unter Verwendung der wichtigsten Motivgruppen der ursprünglichen liturgischen Melodie und schuf auch mit Sonderling eine neue aktualisierte Textfassung. Das Kol Nidre war in der Vergangenheit häufig Ziel antisemitischer Verleumdungen gewesen, weil unterstellt wurde, Juden bräuchten sich nicht an Verträge zu halten, weil alle Gelübde ungültig und Schwüre keine Schwüre mehr seien. Das Gebet fehlte auch im Gebetbuch des Hamburger Tempels. - Schönberg deutete das Gebet in Einklang mit der Tradition so, dass christlich zwangsgetaufte Juden an diese Taufe nicht gebunden sind. Das Stück wurde am 4. Oktober 1938, dem Vorabend zu Jom Kippur, mit Chor und Orchester in einem Hotelsaal uraufgeführt.

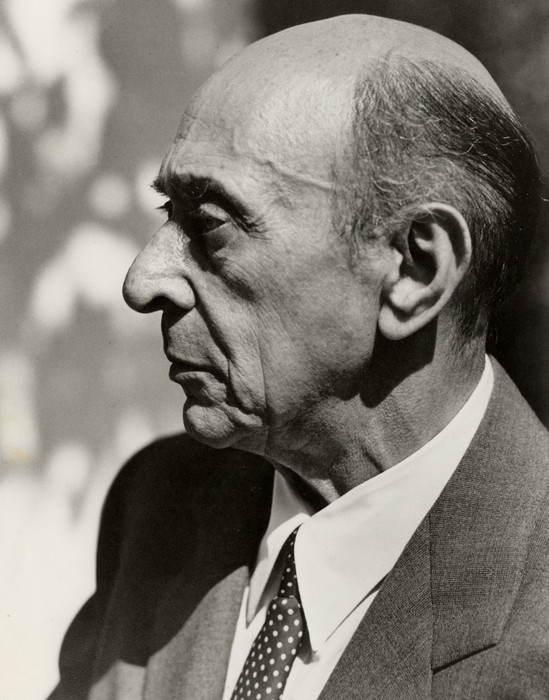
Arnold Schönberg
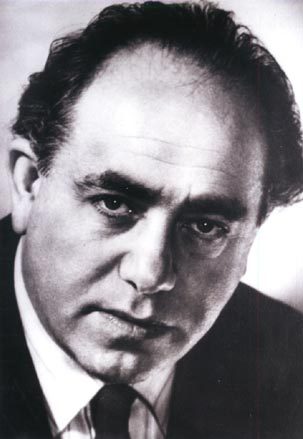
Erich Zeisl

1937 wurde das Chorwerk Cantata of the Bitter Herbs von Ernst Toch im Auftrag von Sonderling fertiggestellt. Es ist eine zehnteilige Kantate, der das Thema Auszug aus Ägypten zugrunde liegt. Ein Jahr später schrieb Sonderling einen Artikel im Los Angeles Times Sunday Magazine mit dem Titel: „the Jews are changing their music“: Arnold Schönberg und Ernst Toch werden als Pioniere einer neuen jüdischen Melodie dargestellt. Sonderling beschreibt in dem Magazin, wie er mit dem Theatermann Leopold Jessner, dem Spion und Filmemacher Boris Morros und dem Komponisten Ernst Toch den hebräischen Text der Pessach-Haggada studiert und eine Kombination von Studium und Komposition erlebt.
Sonderlings Kollege Max Nussbaum – der Rabbiner von Hollywood – schreibt, dass Sonderling in Los Angeles eine Musikalisierung der Gottesdienste eingeführt habe. Besonders in den Freitagabendfeiern, die für die aus Deutschland geflüchteten in den 1930er Jahren auf Deutsch gehalten wurden, wurde eine Dramaturgisierung der Bibel wahrgenommen. Sonderling selbst sei eine Fusion von Religion und Kunst gewesen.

## Passover mit bitteren Kräutern

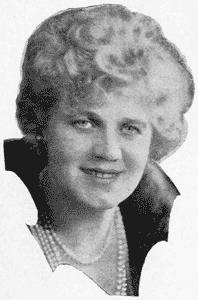
Maria Jeritza sang auf Anregung Sonderlings 1945 das Requiem Ebraico von Zeisl

Tochs bittere Kräuter (bitter herbs) waren eine Anspielung auf das Maror, ein Bitterkraut, das mit Lattich oder Meerrettich als Zeichen der Bitterkeit der Knechtschaft in Ägypten am Vorabend zu Pessach auf dem Sederteller liegt. Toch war und blieb distanziert zur Religion, aber dadurch, dass seine Tochter in Sonderlings Gemeinde eingebunden war, öffnete er sich auch für religiöse Themen. In Sonderling fand er einen adäquaten Gesprächspartner und Freund.
Der Komponist für Filmmusik Erich Wolfgang Korngold schuf 1941 im Auftrag von Sonderling den Passover Psalm, Opus 30, eine Hymne nach hebräischen Gebeten für Sopran-Solo, gemischten Chor und Orchester. Sonderling schrieb den Text dazu nach Vorlagen aus der Pessach-Haggada. Wieder ist das Andenken an den Auszug aus Ägypten das Thema. Passover ist im Englischen durch ein Wortspiel der Name für das Pessach-Fest geworden und bedeutet buchstäblich Übergang. Die Uraufführung fand am 12. April 1941 in Los Angeles unter Leitung von Korngold statt. Im Herbst desselben Jahres schuf Korngold eine Hymne für Jom Kippur, die er in einer Feierstunde im Rahmen einer Predigtreihe Sonderlings nach einer Ansprache von Franz Werfel dirigierte.
Ende des Jahres 1944 erhielt Erich Zeisl von Sonderling den Auftrag, Musik für den Dienst in der Synagoge zu schreiben, als ihn gänzlich unvorbereitet die Nachricht vom grausamen Tod seines Vaters im Vernichtungslager Treblinka erreichte. Zeisl beschloss daraufhin, die neue Komposition als Requiem zu vertonen und dem Andenken jener zu widmen, deren Schicksal er selbst entronnen war. Das Requiem Ebraico (Psalm 92) wurde im Frühjahr 1945 in Los Angeles mit Maria Jeritza vor über 2000 Zuhörern mit großem Erfolg uraufgeführt. Zeisl widmete das Werk seinem Vater und anderen Opfern der jüdischen Tragödie in Europa.
1951 las Thomas Mann im Fairfax Temple zwei Kapitel aus seinem neuen Roman Der Erwählte vor. Einleitend würdigte Sonderling den Roman Joseph und seine Brüder. - Zwischen Thomas Mann und Arnold Schönberg war es übrigens inzwischen zu einem Zerwürfnis gekommen, da Thomas Mann – ohne das mit Schönberg abzustimmen – Schönbergs Zwölftonmusik als Werk der zwiespältig-tragischen Figur Adrian Leverkühns in seinem Roman Doktor Faustus dargestellt hatte.
Sonderling starb 1964 an einem Herzinfarkt. Am Tag nach seinem Tod, am 1. Oktober, erschien ein Nachruf in der USA-weit verkauften New York Times.
Jacob Sonderling wurde zu Simchat Tora geboren und starb zu Simchat Tora. Seine Kollegen nannten ihn Lehrer der Lehrer, einen Rabbi für Rabbis.

## Werke
- Die Beziehungen der Kant-Jäscheschen Logik[21] zu George Friedrich Meiers >Auszug aus der Vernunftlehre<. (1903) Dissertation Tübingen.
- Die neueren Bestrebungen des Hamburger Tempels., in: Neue Jüdische Monatshefte, Jg. 3, 1918, Heft 1, 10. Oktober 1918, S. 12–18.
- Festrede am 29. August 1920 bei: Lorenz, Ina: Die Hamburger Juden zur Zeit der Weimarer Republik. Eine Dokumentation, 2 Bde., Hamburg 1987, S. 696–733
- The JEWS are changing their music. in: Los Angeles Times Sunday Magazine, 1938
- (mit Ernst Toch, Erich Wolfgang Korngold, Arnold Schönberg) Dramatized Seder Services. 1943
- Art in Religion. 1943
- Five Gates: Casual Notes for an Autobiography. (PDF; 614 kB) in: American Jewish Archives 16/2 (Nov 1964), S. 107–123.